# Eriophora
Eriophora là một chi nhện trong họ Araneidae.

## Hình ảnh

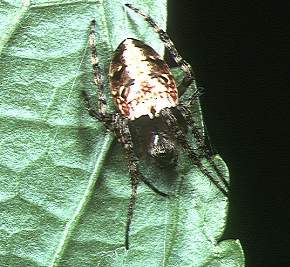
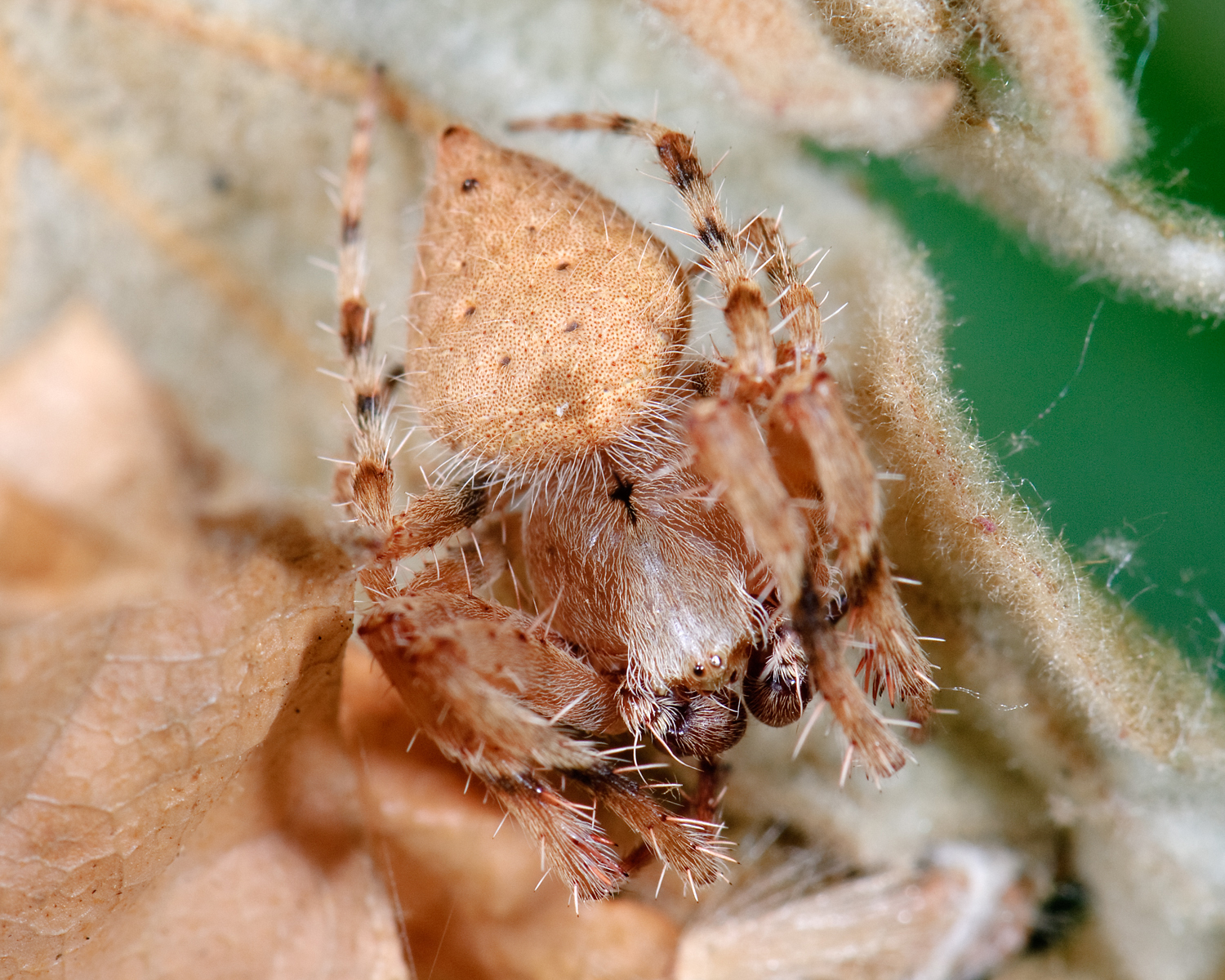
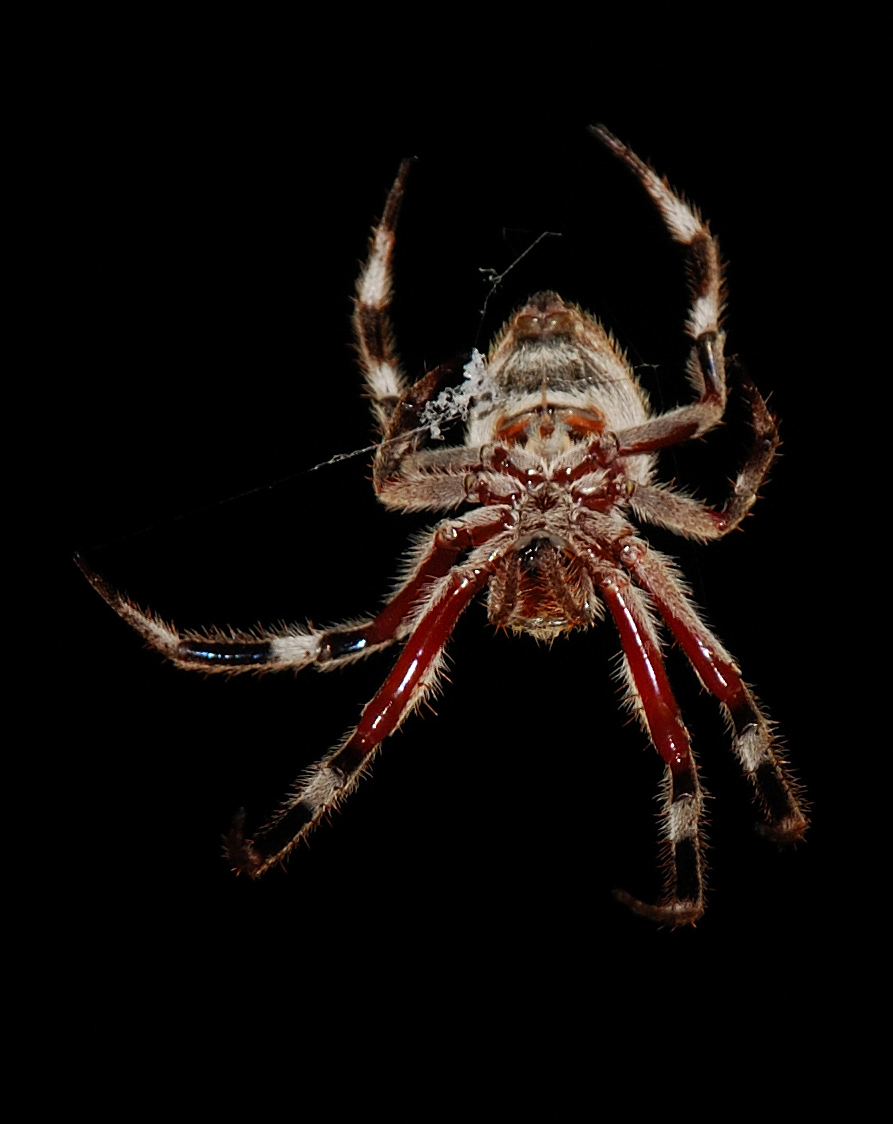
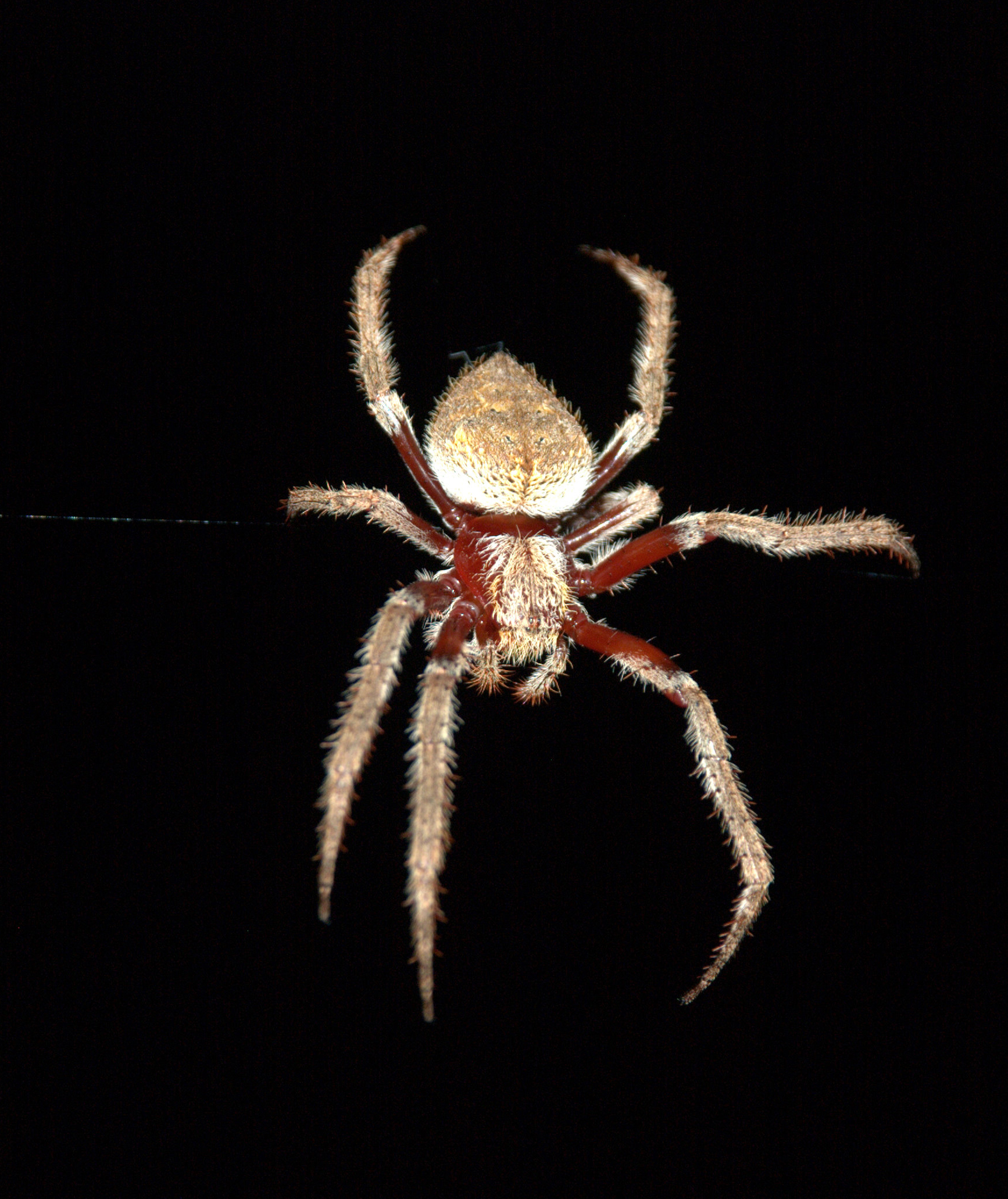